# Миньхэ-Хуэй-Туский автономный уезд
Миньхэ́-Хуэ́й-Ту́ский автоно́мный уе́зд (кит. упр. 民和回族土族自治县, пиньинь Mínhé Huízú Tǔzú zìzhìxiàn) — автономный уезд городского округа Хайдун провинции Цинхай (КНР).

## История
При империи Цинь эти места были северо-западной окраиной округа Лунси (陇西郡). При империи Хань в 61 году до н. э. в этих местах был создан уезд Юньу (允吾县), подчинённый округу Цзиньчэн (金城郡). В начале II века был создан уезд Байту (白土县).
При империи Западная Цзинь в этих местах разместились власти нового округа Цзиньсин (晋兴郡). В 395 году в северо-западной части территории современного уезда было выстроено укрепление Ляньчуань (廉川堡), которое стало ставкой Туфа Угу, основавшего государство Южная Лян (в 399 году он перенёс ставку в Лэду). При империи Северная Вэй здесь был создан уезд Бэйцзиньчэн (北金城县), подчинённый округу Сипин (西平郡). При империи Западная Вэй в 553 году уезд Бэйцзиньчэн был переименован в Лунчжи (龙支县). При империи Северная Чжоу уезд Лунчжи был подчинён округу Баохань (枹罕郡).
После основания империи Суй в 598 году был создан уезд Хуаншуй, и часть территории современного автономного уезда оказалась в его составе, а часть — осталась в составе уезда Лунчжи.
При империи Тан в ходе танско-тибетских войн эти места не раз переходили из рук в руки. После падения империи Тан они оказались в руках тибетцев, которые в XI веке образовали здесь государство Гусыло. Затем эти места стали ареной борьбы между тангутским государством Западное Ся, китайской империей Сун и чжурчжэньской империей Цзинь, а в XIII веке их захватили монголы.
После свержения монголов и установления власти китайской империи Мин в этих местах в 1373 году была размещена Гушаньская охранная тысяча (古鄯千户所). В 1386 году здесь была создана Гушаньская почтовая станция (古鄯驿) — одна из семи почтовых станций Сининского караула (西宁卫). В XV веке эти места стали центром торговли лошадьми.
При империи Цин эти места в 1725 году вошли в состав уезда Чжаньбо (碾伯县).
В 1929 году была образована провинция Цинхай, и уезд Чжаньбо был переименован в Лэду (乐都县). В 1930 году на прилегающих территориях уездов Лэду и Сюньхуа был образован уезд Миньхэ (民和县).
19 октября 1978 года постановлением Госсовета КНР был создан округ Хайдун (海东地区), и уезд вошёл в его состав. В 1985 году уезд Миньхэ был преобразован в Миньхэ-Хуэй-Туский автономный уезд.
В 2013 году округ Хайдун был преобразован в городской округ.

## Административное деление
Миньхэ-Хуэй-Туский автономный уезд делится на 8 посёлков, 13 волостей и 1 национальную волость (Синъэр-Тибетская национальная волость).